# Carlos Castro Feijóo
Carlos Castro Feijóo (1909) è stato un nuotatore e pallanuotista argentino.
Ha fatto parte dell'Argentina, che ha partecipato, nel torneo di pallanuoto, ai Giochi di Amsterdam 1928. Nello stesso torneo olimpico, era stato selezionato come nuotatore, per partecipare ai 100m dorso, ma alla fine non gareggiò.